# Rachel House
Rachel House, född 20 oktober 1971 i Auckland, är en nyzeeländsk skådespelare.
House har bland annat medverkat i TV-serien Time Bandits. Hon kommer även medverka i filmerna Next Goal Wins och Godzilla x Kong: The New Empire.

## Filmografi (i urval)
- 2016 – Vaiana
- 2017 – Thor: Ragnarök
- 2020 – Själen
- 2022 – Heartbreak High (TV-serie)
- 2023 – Time Bandits (TV-serie)
- 2023 – Next Goal Wins
- 2024 – Godzilla x Kong: The New Empire